# Little Devil Inside
Little Devil Inside (с англ. — «маленький дьявол внутри») — компьютерная игра в жанре action-adventure/RPG, разрабатываемая южнокорейской студией Neostream Interactive.
Игра была анонсирована 9 апреля 2015 года в рамках проекта на Kickstarter.
Во время показа выхода PlayStation 5 было объявлено, что Little Devil Inside будет консольным эксклюзивом для PlayStation 4 и PlayStation 5. Позднее было объявлено, что игра также выйдет на ПК при поддержке Sony.

## Игровой процесс
Помимо основного сюжета, игроку понадобится выполнять побочные задания и обеспечивать персонажа всем необходимым — добывать пищу охотой и рыбалкой, покупать и создавать предметы. Некоторые предметы, вроде оружия и брони, можно будет улучшать и модернизировать. В игре присутствует как холодное оружие, так и огнестрельное. У игроков будет возможность смастерить собственное транспортное средство, умещающее всю команду. Игра поддерживает кооперативный режим игры до троих игроков.
Мир игры выполнен в стиле минимализма: низкополигональные модели персонажей и окружения в стиле Pixar, текстуры высокого разрешения, но с минимальным количеством деталей. При этом в игре будет высокотехнологичное освещение, специальные эффекты и физика воды. Заявлена реалистичная смена дня и ночи, смена погодных условий.

## Сюжет
Действие игры происходит в викторианской эпохе XIX века с элементами стимпанка. Разработчики описали игру как «сюрреалистический мир… где-то между раем и адом». Главный герой, Билли, фехтовальщик, нанят исследовательской группой во главе с профессором колледжа Винсентом и его коллегой, доктором Оливером, для путешествия по миру в поисках сверхъестественного. Конечная цель — составить полную энциклопедию «всего феноменального».
В игре используется сатирический взгляд на клише видеоигр об охоте на монстров за финансовое вознаграждение; кроме того, рассматривается каждодневный быт охотников за монстров и поднимается тема финансового неравенства с работодателями.